# Callum Talbot
Callum Talbot est un footballeur australien né le 26 février 2001 à La Valette à Malte. Il joue au poste d'arrière droit à Melbourne City.

## Carrière

### En club
Né à Malte, il part en 2003 en Australie à l'âge de deux ans. Il joue dans les catégories des jeunes de	Gymea United, Sutherland Sharks et du  FNSW NTC. 
En 2019, il s'engage avec Sydney FC. Il fait ses débuts avec l'équipe première le 30 janvier 2021 lors d'un match de championnat gagné 3-0 contre  Macarthur FC.
Le 24 mai 2022, il signe en faveur de Melbourne City pour trois ans. 

### En sélection
Il fait ses débuts avec l'Australie olympique le 26 octobre lors d'un match des éliminatoires à la coupe d'Asie des moins de 23 ans. Il entre à la 86e à la place de Lewis Miller et l'Australie s'impose 2-3.

## Palmarès
- Champion d'Australie : 2023.